# Pseudocheilinus ocellatus
Pseudocheilinus ocellatus är en fiskart som beskrevs av Randall, 1999. Pseudocheilinus ocellatus ingår i släktet Pseudocheilinus och familjen läppfiskar. IUCN kategoriserar arten globalt som livskraftig. Inga underarter finns listade i Catalogue of Life.